# Technicien d'inspection visuelle
Un Technicien d'inspection visuelle a acquis une qualification délivrée dans le cadre des activités de la FSGT (Fédération Sportive et Gymnique du Travail) , de la FFESSM (Fédération Française d'Études et Sports Sous Marins) ou de l' ANMP (Association nationale des moniteurs de plongée). Celle-ci l'autorise à effectuer l'inspection visuelle des bouteilles de plongée (conformément à l'arrêté du 18 novembre 1986 portant dérogation à l'arrêté du 20 février 1985, disposition reprise dans l’arrêté de 15 mars 2000 modifié par l’arrêté du 30 mars 2005), à effectuer la révision des robinets, et à tenir à jour le registre des bouteilles utilisées par le moniteur professionnel, le centre de plongée, le club, ou confiées au club.